# Britta Huttenlocher
Britta Huttenlocher (* 30. Juli 1962 in Chur) ist eine Schweizer Künstlerin.

## Leben und Wirken
Britta Huttenlocher wuchs in Winterthur auf. Ihr Urgroßvater war der aus Deutschland stammende Bildhauer Ferdinand Huttenlocher. In den Jahren 1981 bis 1983 studierte sie an der Hochschule für Gestaltung in Zürich und 1983 bis 1987 an der Academie Minerva in Groningen.
Von 1987 bis 1989 arbeitete sie an der Jan van Eyck Academie in Maastricht. Nach 1989 lebte und arbeitete Huttenlocher zuerst in Amsterdam, später dann in Zürich. Sie arbeitet mit grossformatigen Gemälden, Aquarellen und Zeichnungen und ist ausserdem als Druckgraphikerin tätig.
1999 wurde ihr in Winterthur der Manor Kunstpreis des Kantons Zürich verliehen.

## Ausstellungen
- 1991: Gruppenausstellung Übersicht ’91: Zehn junge niederländische Künstler im Gemeentemuseum Den Haag
- 1993: Gruppenausstellung Prix de Rome 1993 – Zeichnungen/Grafik beim Künstlerverein Arti et Amicitiae in Amsterdam
- 1993: Gruppenausstellung Huttenlocher – Lasker – Van Merendonk im Witte de With – Center for Contemporary Art in Rotterdam
- 1993/1994: Gruppenausstellung Der zerbrochene Spiegel: Positionen zur Malerei in der Kunsthalle Wien und in den Deichtorhallen in Hamburg
- 1996: Gruppenausstellung Sammlung Océ-van der Grinten: Junge Kunst im Bonnefantenmuseum in Maastricht
- 1999: Einzelausstellung anlässlich der Verleihung des Manor-Kunstpreises im  Kunstmuseum Winterthur
- 2002: Einzelausstellung in der Galerie Hein Elferink, Staphorst (Niederlande)
- 2003: Beteiligung an der 16. Internationalen Triennale für Originaldruckgraphik, Grenchen (Schweiz)
- 2005/2006: Einzelausstellung in der Galerie Paul Andriesse, Amsterdam
- 2006: Gruppenausstellung Room with a view: De Bouwfonds Kunstcollectie im Gemeentemuseum Den Haag
- 2007: Gruppenausstellung Artists in Residence – Durchzug 2007 im Fundaziun Nairs, Scuol (Schweiz)
- 2008: Einzelausstellung in der Galerie Paul Andriesse, Amsterdam
- 2009/2010: Gruppenausstellung 25 or 30 Years Gallery in der Galerie Paul Andriesse, Amsterdam
- 2011: Gruppenausstellung A l'eau – Aquarelle heute im Kunsthaus Centre PasquArt, Biel/Bienne (Schweiz)
- 2012: Gruppenausstellung Neue Malerei aus der Sammlung I – Helmut Dorner, Pia Fries und Britta Huttenlocher im  Kunstmuseum Winterthur
- 2012: Gruppenausstellung Drawing Now, Vol. 2 in der Galerie Hein Elferink, Staphorst (Niederlande)
- 2012/2013: Gruppenausstellung Dezember-Ausstellung: Focus im  Kunstmuseum Winterthur
- 2015: Gruppenausstellung CH-Variationen. Neuere Schweizer Zeichnungen im  Kunstmuseum Winterthur
- 2018: Gruppenausstellung Ausstellung Spot on Nairs – 30 Jahre Künstlerhaus im Fundaziun Nairs, Scuol (Schweiz)

## Auszeichnungen
- 1993 Prix de Rome (Niederlande), Grafik
- 1999 Manor Kunstpreis des Kantons Zürich